# Lloyds Bank-koprolitten
 Lloyds Bank-koproliten er en stor koprolit, eller fossilleret eksemplar af menneskelig afføring, som blev fundet af York Archaeological Trust under udgravningen af vikingebopladsen Jórvík (det nuværende York) i det nordlige England.

## Beskrivelse
Koprolitten blev fundet i 1972 på det sted, der skulle blive til Lloyds Banks filial på Pavement i York, og kan være det største eksempel på fossiliseret menneskelig afføring, der nogensinde er fundet, idet den er 20 centimeter lang og 5 centimeter bred. Analyse af afføringen har vist, at producenten hovedsageligt levede af kød og brød, selvom der er tegn på, at andre mennesker på samme sted og tid havde adgang til frugt, grøntsager (bl.a. porrer), skaldyr og nødder. Afføringen er mineraliseret, i modsætning til andre menneskelige koprolitter, som er bevaret ved udtørring. Tilstedeværelsen af flere hundrede parasit-æg tyder på, at personen var inficeret med indvoldsorme (nærmere bestemt spolorm og piskeorm). I 1991 skabte Andrew Jones, en ansat ved York Archaeological Trust og palæoskatolog, internationale nyheder med sin vurdering af genstanden til forsikringsformål: "Dette er det mest spændende stykke ekskrement, jeg nogensinde har set ... På sin egen måde er den lige så uerstattelig som kronjuvelerne". Lagene, der dækkede koprolitten, var fugtige og tørveagtige. Arkæologerne fandt også bevaret tømmer, tekstiler og læder på stedet.

## Udstilling
Eksemplaret blev først udstillet på Archaeological Resource Center, et formidlings- og uddannelsescenter, der drives af York Archaeological Trust. I 2003 gik koprolitten i tre stykker efter at være blevet tabt, mens den blev fremvist til en gruppe besøgende, og der blev gjort en indsats for at rekonstruere den. Den har været udstillet på Jorvik Viking Centre siden 2008.